# Achileas Andreas da Grécia e Dinamarca
Aquiles André da Grécia e Dinamarca (em grego: Αχιλλέας Ανδρέας από Ελλάδα και Δανία; Nova Iorque, 12 de agosto de 2000) é um Príncipe da Grécia e Dinamarca membro da família real grega e da família real dinamarquesa. O terceiro filho de Paulo, Príncipe Herdeiro da Grécia e de sua esposa, Maria Chantal Miller, é neto de Constantino II, o último rei da Grécia. Desde setembro de 2019, ele estuda na Universidade de Nova Iorque.

## Biografia
Achileas Andreas nasceu no Centro Médico Weill Cornell na cidade de Nova Iorque nos Estados Unidos, em 12 de agosto de 2000. Ele é o terceiro de cinco filhos do casamento de Paulo, Príncipe Herdeiro da Grécia, e Maria Chantal Miller, Princesa Herdeira da Grécia. Ele tem dois irmãos mais velhos, Maria Olympia da Grécia e Dinamarca e Constantino Alexios da Grécia e Dinamarca, assim como dois irmãos mais novos, Odysseas Kimon da Grécia e Dinamarca e Aristides Stavros da Grécia e Dinamarca.
Por parte de pai, Achileas é neto de Constantino II da Grécia e Ana Maria da Dinamarca, os últimos monarca e consorte da Grécia antes da abolição da monarquia em 1973, fazendo dele um descendente direto de Vitória do Reino Unido, bem como um sobrinho de Alexia da Grécia e Dinamarca, Nicolau da Grécia e Dinamarca, Teodora da Grécia e Dinamarca, e de Filipe, Duque de Edimburgo, esposo de Isabel II do Reino Unido. Pelo lado materno, ele é neto do bilionário Robert Warren Miller, de Hong Kong, que co-fundou o DFS (Duty Free Shops), sendo sobrinho de Alexandra von Fürstenberg, que foi uma princesa enquanto estava casada com Alexandre von Fürstenberg, e de Pia Getty.
Como um descendente direto de Cristiano IX da Dinamarca, detém também o título de Príncipe da Dinamarca.
Em 7 de junho de 2001, aconteceu o batismo de Achileas Andreas na Greek Orthodox Cathedral of the Divine Wisdom, em comunhão com a Igreja Ortodoxa Grega, localizada na cidade de Londres na Inglaterra. Os sete padrinhos do príncipe são:
- Teodora da Grécia e Dinamarca, sua tia paterna.
- Infanta Elena, Duquesa de Lugo.
- Guilherme, Grão-Duque Herdeiro de Luxemburgo.
- Alexandre von Fürstenberg, ex-marido de sua tia Alexandra von Fürstenberg.
- Kardam, Príncipe de Tarnovo.
- Rosario, Princesa de Preslav.
- Veronica Toubs, amiga da família.

Mais tarde naquela noite, os convidados do batizado foram para Syon House, próximo aos Reais Jardins Botânicos de Kew, para um jantar em comemoração. A rainha Sofia da Espanha, nascida como princesa da Grécia e Dinamarca, acompanhou os pais de Paulo, Constantino II e Ana Maria, em um carro até a mansão, enquanto os outros convidados seguiram em um ônibus branco.
Achileas cresceu na cidade Nova Iorque em até 2004, quando a sua família resolveu se mudar para a Inglaterra para ficar perto dos avós paternos. A família se mudou novamente para os Estados Unidos da América quando os seus irmãos mais velhos começaram a faculdade.

## Carreira
Em 2017, aos 17 anos, estreou como ator na série de televisão The Bold and the Beautiful da CSB, no episódio exibido em 12 de dezembro de 2017. Em maio de 2022, Achileas estrelou a campanha da marca de luxo Zadig & Voltaire, usando o nome de Achileas da Grécia.

## Título, honras, estilos e armas
•12 de agosto de 2000 — presente: "Sua Alteza Real, Príncipe Achileas Andreas da Grécia e Dinamarca"